# تعرية (طب)
في الطب تشير التعرية (بالإنجليزية: Denudation) إلى فقدان الطبقات السطحية، مثل الجلد. أو فقدان الغطاء الخارجي، مثل الميالين.